# Siège de Port-Arthur
Ne pas confondre avec la bataille de Port-Arthur ni avec le massacre de Port-Arthur
Guerre russo-japonaise
Batailles
- Port-Arthur (1re)
- Chemulpo
- Yalou
- Nanshan
- Te-li-Ssu
- Incident du Hitachi Maru
- Col de Motien
- Tashihchiao
- Port-Arthur (2e)
- Hsimucheng
- Mer Jaune
- Ulsan
- Korsakov
- Liaoyang
- Cha-Ho
- Sandepu
- Mukden
- Tsushima
- Invasion de Sakhaline

Le siège de Port-Arthur par les Japonais commence fin mai 1904. Port-Arthur capitule au début de 1905 (selon le calendrier grégorien).

## Contexte historique
Le petit port de pêcheurs du village de Liouchoun (aujourd'hui Lüshunkou) fut modernisé par des ingénieurs allemands à partir de 1884.
Il avait reçu le nom de Port-Arthur depuis l'établissement en 1860 de liens douaniers par un navire anglais, commandé par le lieutenant William K. Arthur et ce nom fut adopté par les puissances européennes qui, quant à elles, obtenaient ou réaménageaient en les fortifiant des concessions commerciales en Chine.
En 1894, le port et la péninsule de Liao-Dong furent attaqués par le Japon qui en obtint la concession en 1895 par le traité de Shimonoseki ; mais sous la pression des puissances européennes choquées par les massacres commis et surtout soucieuses de ne pas limiter leur influence, la Chine en reprit l'administration (accord dit de la « triple intervention » ou de « l'intervention tripartite du 23 avril 1895 », après ce premier conflit sino-japonais, entre la Russie, l'Allemagne et la France).
À cette époque, la Russie était en pleine construction du Transsibérien et un tronçon était envisagé vers le sud pour raccourcir la distance vers Vladivostok. D'autre part, les Allemands étaient de plus en plus présents à Tsing-Tao (aujourd'hui Qingdao, dont ils obtiendront la concession pour 99 ans, en 1898) et les Anglais faisaient de même à Hong Kong (obtenue en 1897) et à Port-Edward.
Afin de ne pas être absente du jeu des puissances européennes en Chine et de faciliter l'accès vers l'océan Pacifique, la Russie, sur la proposition du ministre des Affaires étrangères, le comte Mouraviev, se décida à renforcer son influence. Une escadre russe entra à Port-Arthur en décembre 1897, tandis que des discussions diplomatiques se tenaient à Pékin. Contre versement important, la Russie obtint alors pour vingt-cinq ans la concession du port et de la presqu'île, en mars 1898. De plus après la révolte des Boxers en 1900, la Russie obtint comme les autres puissances européennes des compensations. Pour la Russie, ce fut le protectorat commercial sur la Mandchourie. De quoi irriter le Japon, armé par l'Allemagne, qui visait à augmenter son influence dans la région.
De 1895 à 1904, le Japon multiplia par cinq son budget militaire, convaincu qu'il reprendrait pied en Mandchourie.
L'Empire britannique, par son traité du 30 janvier 1902 avec le Japon, était fidèle à sa politique de première grande puissance maritime. Elle promettait d'intervenir contre la Russie, si la France attaquait le Japon. En attendant, elle ferma ses ports aux Russes, ainsi que le canal de Suez, rendant extrêmement long et difficile l'intervention de la flotte russe (essentiellement basée en Europe) en Extrême-Orient.
La décision en avril 1903, de Nicolas II, à l'instigation du gouverneur de Sibérie Bezobrazov, de suspendre l'évacuation par étapes des troupes russes, tel que l'accord sino-russe de 1902 le stipulait, allait provoquer la réaction des Japonais, ceux-ci attaquant par surprise la flotte russe d'Extrême-orient le 8 février 1904.

## Les forces en présence
Afin d'appuyer la base de Vladivostok, il fut décidé à partir de 1901 de construire une base navale digne de ce nom pour la flotte russe du Pacifique, commandée par l'amiral Makarov. Les travaux commencèrent sur les projets de l'ingénieur militaire Vélitchko. Début 1904, seulement 20 % du projet étaient réalisés. Le port était entouré de cinq forts, trois fortins et de quatre batteries plus éloignées, ainsi que de diverses redoutes sur les collines environnantes. La base abritait la 7e escadre de l'amiral Stark avec 7 cuirassés, 9 croiseurs, 24 bateaux torpilleurs, 4 canonnières, et d'autres navires.
Sous le commandement du vice-amiral Alexéiev (il quittera Port-Arthur en 1902), un régiment d'infanterie était stationné à la forteresse depuis 1899, composé de quatre bataillons en 1900.
Malgré l'Alliance franco-russe, la France n'intervint pas directement, obligée à la neutralité en Asie par l'Angleterre ; mais elle était inquiète de l'avancée japonaise, surtout à cause de ses possessions indochinoises et aussi de ses enclaves commerciales de Chine, dont sa base navale de Kouang-Tchéou-Wan.
La flotte russe de la Mer Baltique, qui ne pouvait passer le canal de Suez, bloqué par les Britanniques, est obligée à un long périple de huit mois, après de longs préparatifs, pour porter en vain secours à la flotte du Pacifique, un retard qui causera sa perte.
La forteresse de Port-Arthur avait trois fronts : le front oriental (général Gorbatovsky) sur le flanc droit, le front septentrional (colonel Sémionov) au centre et le front occidental (colonel Irman) sur le flanc gauche au-delà de lignes armées. Les positions étaient supervisées par le général Kondratenko et les réserves par le général Alexandre Foch. Le port était commandé par le vice-amiral Grigorovitch.
Au plus fort du siège, les Russes bénéficieront de 50 000 hommes, les Japonais de 90 000 hommes.

## Le siège

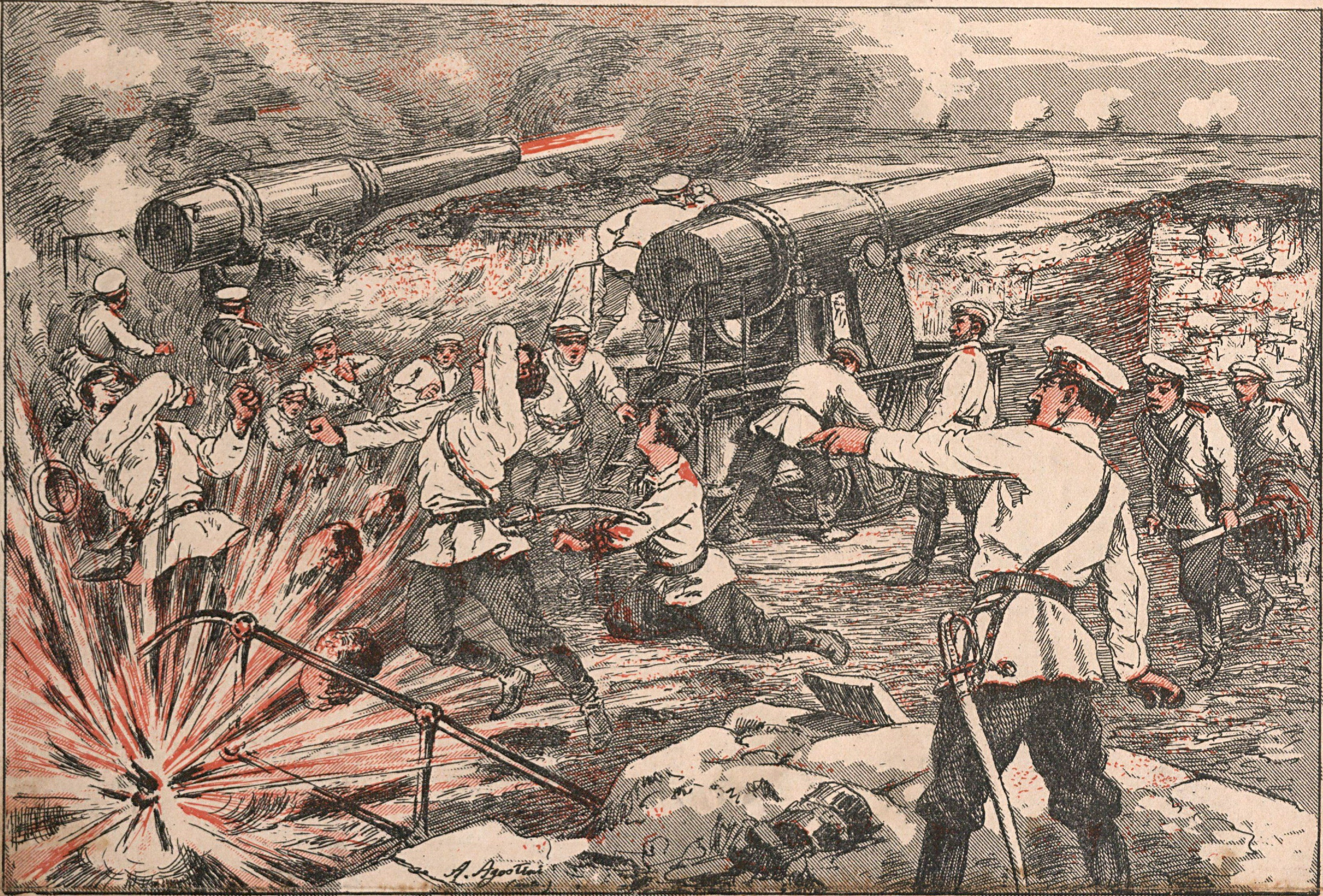
Le siège de Port-Arthur — Batteries russes contre Togo (Angelo Agostini, O Malho, 1904).

Le siège fut d'abord précédé d'une bataille navale indécise les 8 et 9 février 1904, qui marqua le déclenchement de la guerre russo-japonaise formellement déclarée le 10. La flotte russe se bornera essentiellement à des opérations de minage, et quelques sorties sans pouvoir empêcher le blocus naval japonais et sans influence sur le cours du siège. Les mines couleront néanmoins plusieurs cuirassés japonais.
Puis le 7 août 1904, les Japonais attaquent, sur le front oriental, des redoutes russes, ce qui aboutit à un combat qui dure deux jours. Les Japonais perdent plus de 1 200 hommes et les Russes 450.
Au cours de ce siège, le commandement militaire japonais emploie des tactiques de « mission-suicide », tactiques réemployées au cours de la Seconde Guerre mondiale avec les attaques aériennes de kamikaze contre les flottes de guerre américaines « lorsque la mission-suicide arriva à la ligne de barbelés [...]. Ce fut à 20 h 40, une heure après l'ouverture des hostilités, que les trois mille hommes de troupe « à l'écharpe blanche » furent anéantis (Il s'agit du nom des troupes de mission suicide) ».

### Première attaque
Afin de riposter à cette défaite, les Japonais – en surnombre – commencent à bombarder le front oriental et le front septentrional, le 19 août. Dans les deux jours qui suivent, ils arrivent à prendre deux redoutes et à tenir la colline Longue (ou Dlinnaïa). À partir du 21, le général Nogi attaque le front occidental et avance près des premiers forts. Les pertes sont considérables des deux côtés, les Japonais sont toutefois maintenus à distance.

### Siège et seconde attaque
Le général Nogi obtient des renforts et se décide alors à assiéger la forteresse, le 19 septembre, tandis que du côté russe, les renforts partis trop tard (il fallait plus de six mois aux navires russes pour atteindre le Pacifique) laissent supposer une fin rapide.
Le lendemain matin, les Japonais commencent à tenir les hauteurs ; mais ne prennent pas la colline Haute, dite aussi Colline 203, héroïquement défendue par le colonel Irman, le lieutenant Podgoursky et le 5e régiment.

### Troisième attaque
Les Japonais se décident alors à des travaux de sape et à construire jour et nuit des tranchées et des fortifications, afin d'intensifier le siège à partir d'octobre. Les réserves de nourriture commencent à manquer du côté russe et le scorbut fait ses premières victimes.
Le 30 octobre, après trois jours d'actions menées par les artilleurs japonais, Nogi ordonne une attaque générale.
L'infanterie japonaise appuyée par l'artillerie ne parvient pas en deux jours à prendre le fort no 2 et essuie de lourdes pertes.

### Quatrième attaque
Le général Nogi obtient dans les premiers jours de novembre le renfort de la 7e division d'infanterie et attaque le front oriental et la colline Haute, le 26 novembre. Cela lui coûte la perte de 10 % de ses hommes. Aussi décide-t-il de changer de tactique et de mettre toutes ses forces à l'assaut de la colline Haute, du haut de laquelle on peut apercevoir le port même de Port-Arthur distant de cinq kilomètres.
Les combats acharnés vont durer neuf jours, jusqu'à la prise de la Colline 203 par les Japonais le 5 décembre. Les pertes japonaises s'élèvent à plus de dix mille soldats et officiers pendant ces combats.
Les Russes quant à eux, perdent 4 500 hommes sur la colline Haute et 6 000 en tout. Dès le lendemain, les Japonais profitent de la prise de la colline pour corriger leurs tirs d'artillerie vers le port. Ils visent les navires russes de l'escadre du Pacifique et les détruisent.
- Le cuirassé Poltava coule le 5 décembre,
- Le cuirassé Retvizan coule le 7 décembre,
- Le cuirassé Pobiéda (Victoire) coule le 9 décembre, le Peresviet est capturé, le croiseur Pallada et le Boyarine sont coulés.
- 1 torpille japonaise frappe le cuirassé Sébastopol. Le commandant du navire, Nicolas von Essen, ordonnera lui-même de saborder le Sébastopol, le 2 janvier, lors de la capitulation.
- Les Japonais perdent deux destroyers, ainsi que le croiseur Takasago qui est détruit par une mine.

### Capitulation

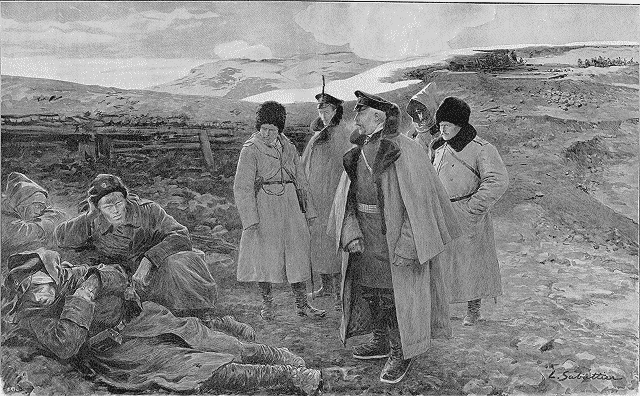
Le général Stössel visite les défenses quelques jours avant la capitulation.

Le 2 janvier 1905 (ou 20 décembre 1904, selon l'ancien calendrier julien), le général Stössel fait part à l'État-major japonais de son intention de commencer des négociations en vue de la capitulation, contre l'avis du conseil de guerre de la base navale.
Le 5 janvier 1905, la capitulation est acceptée par les Japonais qui ont perdu 57 780 hommes. Les 23 491 soldats survivants russes (y compris les 16 000 blessés et malades), les 868 officiers et les 9 000 marins civils et leurs familles deviennent prisonniers de guerre et emmenés pour la plupart au camp de Nagasaki.
Libéré en 1906, le général Stössel fut traduit devant le tribunal militaire et condamné à mort, peine commuée ensuite en dix ans d'emprisonnement. Il fut gracié par Nicolas II en 1909.

## Les Français et Port-Arthur
Le gouvernement français et la majorité de la presse de l'époque étaient favorables aux Russes, toutefois le gouvernement français détachera en Mandchourie quelques officiers observateurs auprès des Japonais.
Les Français, admiratifs devant l'héroïsme des défenseurs de la base navale russe, lancèrent une souscription à l'initiative de L'Écho de Paris pour faire frapper une médaille commémorative en l'honneur des Russes.